# سد ویندزور
سد ویندزور (به لاتین: Windsor Dam) یک سد در آفریقای جنوبی است که در Ladysmith, KwaZulu-Natal واقع شده‌است.